# Famille Bidal d'Asfeld
Pour les articles homonymes, voir Familles Bidal d'Asfeld.
La famille Bidal d’Asfeld est une famille éteinte de la noblesse française, originaire de Lavalette, dans le Languedoc, puis établie à Paris. Sa filiation étant suivie depuis 1550, elle s'est éteinte en ligne masculine en 1793, et en ligne féminine en 1818. Elle compte parmi ses membres deux officiers et un théologien.
Il existe une autre famille homonyme subsistante, sans lien avec celle-ci.

## Histoire
La famille Bidal d'Asfeld est originaire de Lavalette.
Des lettres patentes de Louis XV, enregistrées le 30 août 1715, érigent la baronnie d'Asfeld en marquisat au profit de Claude François Bidal d'Asfeld, par recouvrement de l'ancien comté d'Avaux. Ce comté se composait d'Avaux-le-Château, Avaux-la-Ville, Aire, Vieux et Vauboison ; le fief mouvant du marquisat réunit la seigneurie de Prouvay. Le seigneur avait droit de haute, basse et moyenne justice, qui relevait de la coutume du Vermandois et de la Prévôté foraine de Laon,.
En 1889, deux plaques de cheminée portant les armes de la famille Bidal d'Asfeld et la date de 1732 sont encore conservées dans des maisons à Asfeld.

## Filiation
Ci-dessous, une filiation simplifiée de la famille Bidal d'Asfeld, :
- Michel Bidal (1550 à La Valette-?), marié avec Naudine André
  - Benoît Bidal (1580-1649 à Paris), marié en 1609 avec Elisabeth Martin
    - Pierre Bidal, baron d’Arsefeld (ca. 1620-1682 à Hambourg), marié en 1637 à Paris avec Catherine Bastonneau (ca. 1625-1690 à Paris), fille de Claude Bastonneau (1592-1640 à Paris), marchand de soie, et de Catherine Langlois (avant 1620-après 1681 à Paris)
      - Claude Bidal, baron d'Asfeld (1637-ca.1658), lieutenant de la garde de Charles X de Suède.
      - Pierre Bidal (1638-1716), prêtre de l'Oratoire.
      - Joseph Vincent Bidal (1639-1682).
      - Une fille (1640-?).
      - Anne Marie Bidal (1641-?), religieuse chez les Dames de la Visitation, à Paris.
      - Une fille (1645-?)
      - Joseph Bidal (1646-1682)
      - Une fille (1648-?)
      - Etienne Bidal d'Asfeld (ca. 1649-1722 à Paris), prêtre.
      - Une fille (1650-?).
      - Alexis Bidal d'Asfeld (1654-1689 à Juliers), officier des dragons.
      - André Bidal d'Asfeld (1655-1673).
      - Benoît Bidal d'Asfeld, baron d'Asfeld (1658-1715 à Paris), marié en 1698 à Paris avec Anne Pucelle (1679-1714), fille de Pierre Pucelle († avant 1698), premier président au parlement de Grenoble, conseiller du Roi en tous ses conseils et commandement pour le service de Sa Majesté pour la province du Dauphiné, et d’Anne Roujault
        - Anne Thècle Félicité Bidal d’Asfeld, baronne d'Asfeld (1704-1774 à Paris), mariée après 1721 avec Jean Le Nain, (1698 à Paris-1750 à Montpellier), maître des requêtes en 1726, intendant de Poitiers en 1731, de Languedoc de 1743 à sa mort et conseiller d'Etat en 1748, fils de Jean Le Nain (1662-1709), seigneur de Guignonville, avocat du roi au Châtelet en 1686, conseiller au Parlement en 1689, avocat général en 1700, et de Marie Mascrany (?-1751)

      - Une fille, née en 1660.
      - Une fille, née en 1662.
      - Jacques-Vincent Bidal d'Asfeld (1664-1745 à Paris), dit l’abbé des Tuiles, théologien janséniste.
      - Claude François Bidal d'Asfeld, marquis d'Asfeld et d'Alicante (1665 au château d'Hassfeld en Allemagne-1743 à Paris), maréchal de France et commandeur de Saint-Louis, marié en premières noces en 1717 à Paris, avec Louise Joly de Fleury (1698-1717), fille de Joseph Omer Joly de Fleury (1670-1704), seigneur de Fleury-Mérogis, chevalier, lieutenant général des Eaux et Forêts, avocat général au Parlement de Paris, et de Louise Bérault (?-1726). Marié en secondes noces à Deuil-la-Barre avec Anne Le Clerc de Lesseville (1696-1728 à Paris), fille de Nicolas Le Clerc de Lesseville (?-1737), seigneur de Thun, du Mesnil-Durand et d'Aincourt, président de la chambre des enquêtes, et de Marie Marguerite Lallemant
        - Claude Étienne, marquis d'Asfeld (1719 à Paris-1793 à Aix-la-Chapelle), maréchal de camp, marié en premières noces en 1755 à Paris avec Anne Charlotte Louise Pajot (1732 à Paris-1778 à Paris), fille de Pierre Maximilien Pajot († 1754), seigneur de Saint-Aubin et de Pont-sur-Seine, brigadier des armées du roi. Marié en secondes noces en 1785 à Paris avec Angélique Thérèse de Mailly (1749 à Saint-Christophe-1842 à Paris), fille de Gérard de Mailly (1700- ?), seigneur de Dancy, de Bourneville et de Puigast, et de Catherine Lecointre
          - Charlotte Louise Elisabeth Bidal d’Asfeld (1756 à Paris-1818 à Paris)
          - Charlotte Bidal d’Asfeld (1757 à Paris-1816 à Paris), mariée en 1791 à Asfeld avec Eugène Léon de Béthune Hesdigneu (1746 à Saint-Omer-1823), prince de Béthune Hesdigneul, marquis d'Hesdigneul, comte de Noyelles, colonel, guidon des gendarmes de la garde du roi de France, chambellan de l'Empereur d'Autriche à Bruxelles et à Vienne, lieutenant-général des armées du roi de France, fils de Joseph Maximilien de Béthune Hesdigneul (1705-1789), marquis d'Hesdigneul, comte de Noyelles, vicomte de Nielles, seigneur d'Espréaux, de Tincques, de Tincquettes, d'Yzel, de L'Espesse, du Befvre, de La Cliqueterie, de Bailleulval et de La Cauchie, et de Jeanne Louise Le Vasseur de Guernonval (1724-1746)
          - Charles-Etienne Bidal d’Asfeld (1759 à Paris-avant 1763)

        - Anne Bidal d’Asfeld (1722 à Paris-1779 à Conflans), mariée en 1744 avec Charles François Houel, marquis de Langey (1704-1745 à Fontenoy) officier aux Gardes françaises, fils de Charles Houël (1659-1736), marquis de la Guadeloupe et de Houelbourg, seigneur de La Rochebernard et de Varennes, capitaine des Gardes françaises, maréchal de camp et gouverneur de l'île de Ré, et d’Anne Henriette de Courdan (1667-1719)
        - Alexis Guy Bidal d’Asfeld (1723 à Paris-?)
        - Guillaume François Bidal d’Asfeld (1724 à Paris-1751 au château de Blaru), capitaine au régiment d'Asfeld, marié en 1751 à Vernon avec Geneviève Marie de Tilly (1731-1827), fille de François Bonaventure de Tilly (1701-1775 à Blaru), marquis de Blaru, maréchal de camp, lieutenant-général et lieutenant des gardes du corps du roi, et de Marie Anne Le Nain (1699-1768)
        - Françoise Charlotte Bidal d’Asfeld (1727 à Paris-1769 au château de la Roche-Aymon à Mainsat), mariée en 1749 à Paris avec Antoine de La Roche Aymon (1714 à Thosny-1789), marquis de La Roche-Aymon, lieutenant-général des armées du roi, fils de Paul-Philippe de La Roche Aymon (1685-1745 au château de La Roche Aymon), et de Charlotte-Françoise Mascrany (?-1767 à Montluçon)
        - Un fils (1728-1728)

      - Une fille (1667-?)
      - Anne Marie Bidal (?-1690), religieuse visitandine.
      - Une fille (1653-?)

    - Anne Bidal (?-avant 1639), mariée en 1634 avec Mathurin Bourdois († avant 1650), postulant au Palais et procureur au parlement de Paris, fils de
    - Claude Bidal (?-après 1699), seigneur de Roquemaure
    - Benoît Bidal (?-après 1699), seigneur de Courteville et de Belle-Isle, marié en 1656 avec Jeanne de Benoist de Bruel
    - Nicolas Bidal (?-1694), commissaire ordinaire des guerres, marié en 1671 avec Madeleine Gaultier, fille de François Gaultier (?-1688 à Paris), marchand de soie, et de Madeleine Pocquelin (avant 1647- ?)
      - Madeleine Bidal (?-après 1706), mariée en 1693 avec Jean-André Esprit (?-après 1706), maître en la chambre des comptes de Paris, fils de François Esprit (?-après 1674), avocat en Parlement et ès conseils du Roi, et de Catherine Plastrier (?-après 1706)

    - François Bidal (?-après 1645)
    - Elisabeth Bidal, mariée en 1639 avec Jacques de La Vairie, marchand bourgeois de Paris
    - Jeanne Bidal, mariée en 1645 avec Charles Patu, marchand bourgeois de Paris

## Personnalités
- Alexis Bidal d'Asfeld (1654-1689), officier des dragons
- Jacques-Vincent Bidal d'Asfeld (1664-1745), dit l’abbé des Tuiles, théologien janséniste
- Claude François Bidal d'Asfeld (1665-1743), maréchal de France, commandeur de Saint-Louis, chevalier de la Toison d'or, directeur général des fortifications en France, conseiller aux conseils de la Guerre et de la Marine, vice-roi de Catalogne de 1706 à 1719

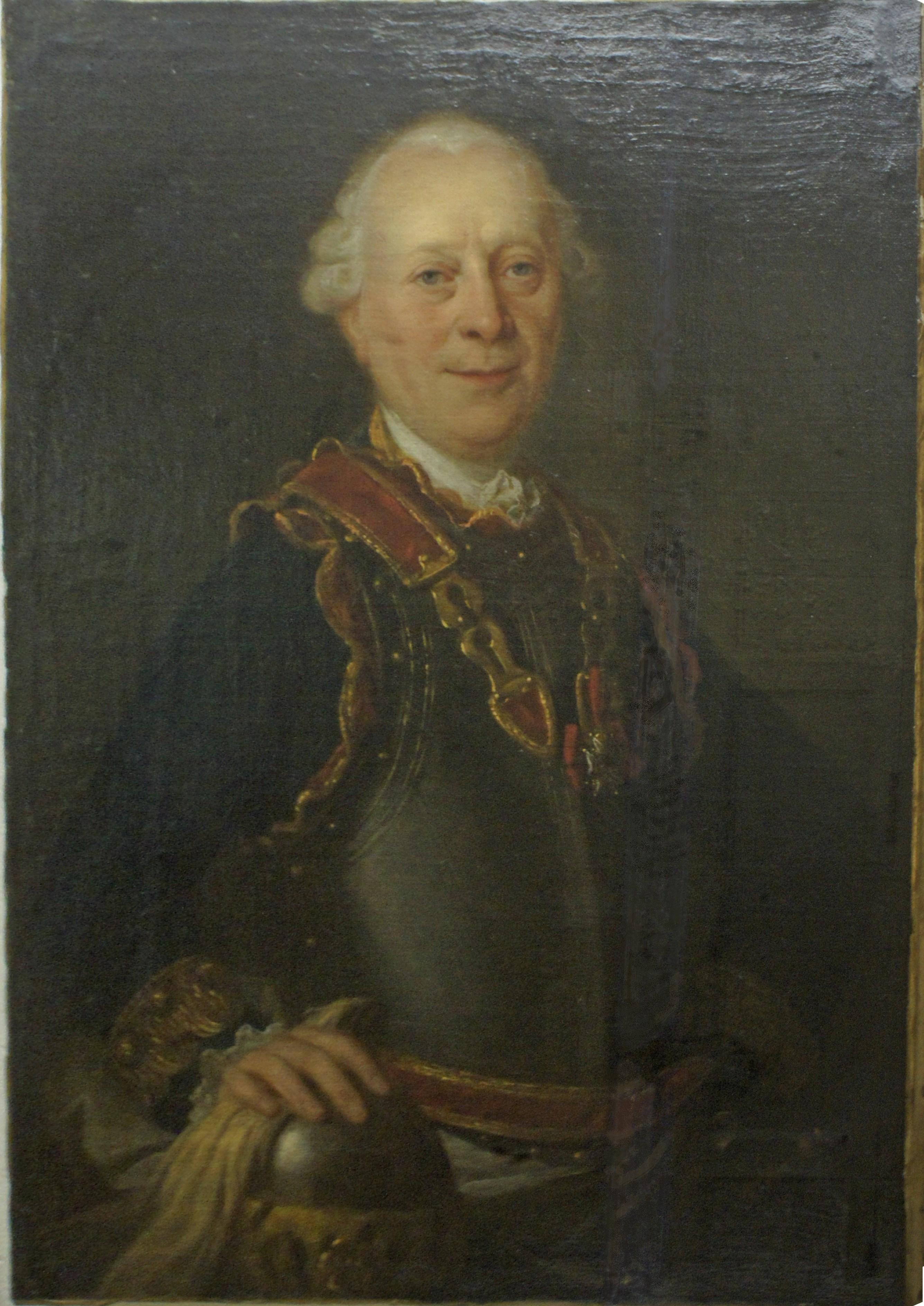
Claude Étienne Bidal d'Asfeld (1719-1793), dernier du nom
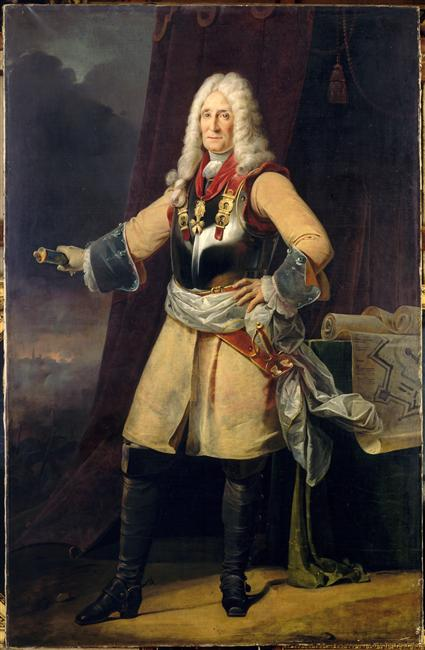
Portrait posthume de Claude François Bidal d’Asfeld, peint en 1835 par Henri Frédéric Schopin
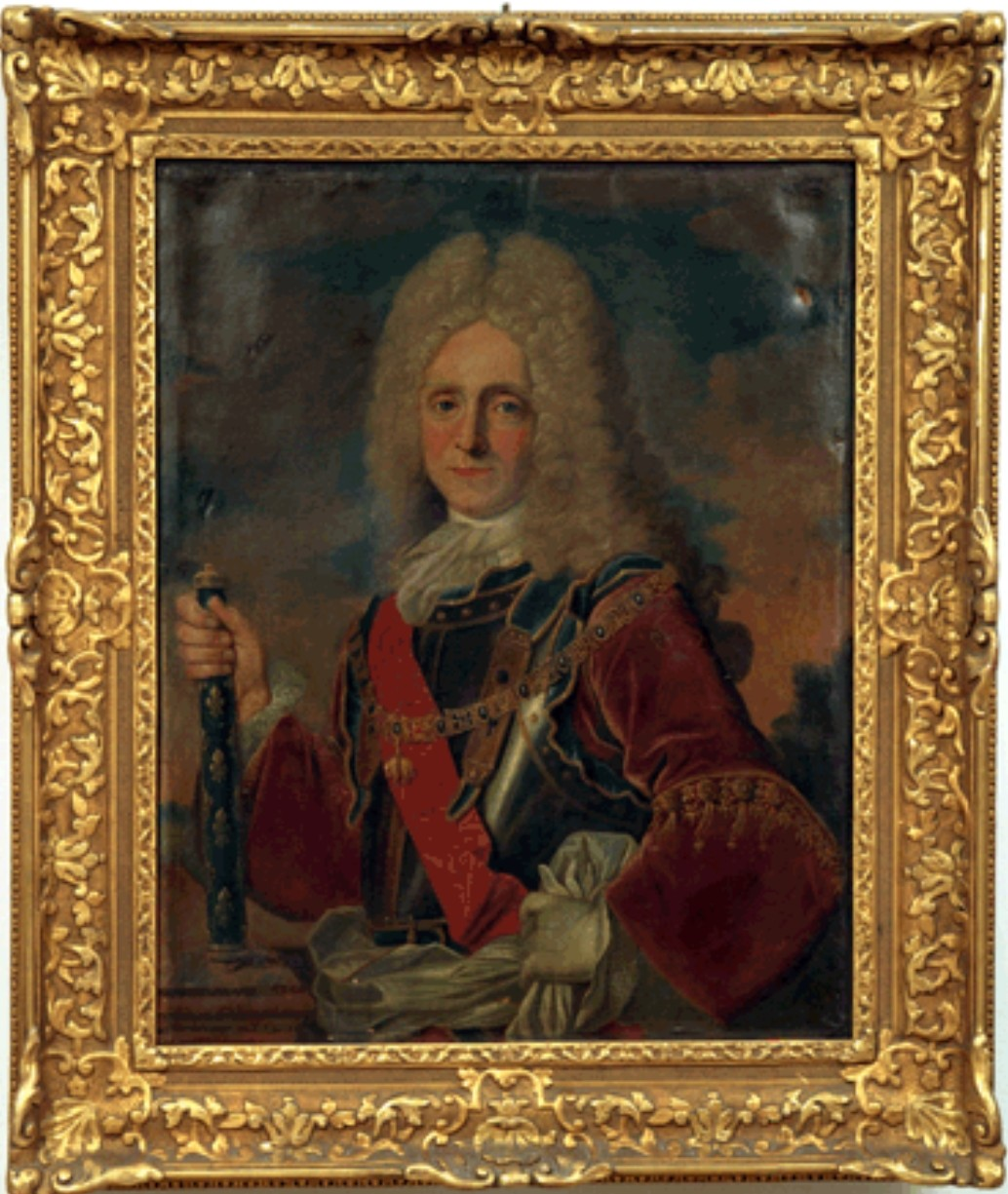
Portrait d'époque de Claude François Bidal d'Asfeld (1665-1743)

## Alliances
Les principales alliances de la famille Bidal d’Asfeld sont : Joly de Fleury (1717), Le Nain (après 1721), Le Clerc de Lesseville, de Bethune Hesdigneul (1791).

## Armoiries
La famille Bidal d’Asfeld porte : Écartelé : aux 1 et 4 de gueules à la bande d'azur, chargée de trois couronnes d'or ; aux 2 et 3 d'azur au lion naissant d'argent, couronné du même, celui du 3 contourné ; sur le tout de Bidal, qui est d'argent à une ancre d'azur, surmontée de deux flèches du même passées en sautoir.

## Postérité
- Hôtel d'Asfeld, à Saint-Malo